# Pteruthius aeralatus
A Pteruthius aeralatus a madarak osztályának verébalakúak (Passeriformes) rendjébe és a lombgébicsfélék (Vireonidae) családjába tartozó faj.

## Rendszerezése
A fajt Edward Blyth angol zoológus írta le 1855-ben.

## Alfajai
- Pteruthius aeralatus aeralatus Blyth, 1855
- Pteruthius aeralatus cameranoi Salvadori, 1879
- Pteruthius aeralatus ricketti Ogilvie-Grant, 1904
- Pteruthius aeralatus robinsoni Chasen & Kloss, 1931
- Pteruthius aeralatus schauenseei Deignan, 1946
- Pteruthius aeralatus validirostris Koelz, 1951[2]

## Előfordulása
Ázsia déli részén, Bhután, Kambodzsa, Kína, India, Indonézia, Laosz, Malajzia, Mianmar, Nepál, Pakisztán, Thaiföld és Vietnám területén honos.
Természetes élőhelyei a szubtrópusi és trópusi hegyi esőerdők és magassági cserjések. Magassági vonuló.

## Megjelenése
Testhossza 14 centiméter, testtömege 29–44 gramm.

## Életmódja
Rovarokkal és bogyókkal táplálkozik.

## Természetvédelmi helyzete
Az elterjedési területe rendkívül nagy, egyedszáma ugyan csökken, de még nem éri el a kritikus szintet. A Természetvédelmi Világszövetség Vörös listáján nem fenyegetett fajként szerepel.